# Franz Dittert
Franz Dittert (ur. 10 grudnia 1857 w Wilkanowie, zm. 18 grudnia 1937 w Międzylesiu) – duchowny rzymskokatolicki, wielki dziekan kłodzki i wikariusz generalny archidiecezji praskiej w Prusach od 1937.

## Życiorys
Urodził się w Wilkanowie, w rodzinie chłopskiej. Po ukończeniu studiów teologicznych otrzymał święcenia kapłańskie w 1883. Następnie pracował jako wikariusz, a potem proboszcz parafii Wniebowzięcia NMP w Różance (do 1899). W 1899 został przeniesiony na stanowisko proboszcza w parafii pw. Bożego Ciała w Międzylesiu. Zasłynął tym, że dokonał renowacji okolicznych kościołów w: Różance, Boboszowie i Międzylesiu. W 1912 był inicjatorem zbudowania małego sierocińca wraz ze szkołą oraz otwarcia szpitala w Międzylesiu.
W 1921 został wybrany wielkim dziekanem kłodzkim i generalnym wikariuszem arcybiskupa praskiego dla hrabstwa kłodzkiego z prawem noszenia krzyża na piersi, mitry i pastorału. Zaangażował się w działalność charytatywną na terenie Kłodzczyzny, m.in. w 1930 po katastrofie górniczej w Jugowie, koło Nowej Rudy. Zaangażował się też w działalność polityczną przewodnicząc strukturze powiatowej Partii Centrum.
Z powodu swojego krytycznego podejścia do nazizmu był wielokrotnie nachodzony przez gestapo. Jego nagrobek jest wmurowany obok wejścia do kościoła św. Barbary w Międzylesiu.